# マイク・アミリ
マイク・アミリ (Mike Amiri,1976年9月6日)はアメリカ合衆国のファッションデザイナー。高級ファッションブランド「AMIRI」のCEO兼クリエイティブ・ディレクター。

## 来歴
カリフォルニア州ロサンゼルスのハリウッド出身。
独学で服作りを学び、ミュージシャンのためのステージ衣装を手掛ける。その後、自ら作り上げたロックテイストのファッションコレクションの展示先として探したLAのコンセプトストア、マックスフィールドに提案され専属契約で展開、2014年に彼の名を冠したラグジュアリーファッションブランド、「AMIRI」を立ち上げる。
2018年、CFDAファッションアワードにて若手デザイナーに送られるスワロフスキー賞にノミネート。同年、 Footwear News Achievement Awardsでエマージング・タレント賞を受賞。
2019年と2021年、マイク・アミリはCFDAファッション・アワードのメンズウェア・デザイナー・オブ・ザ・イヤーにノミネート。

## AMIRI
現在、AMIRIは2年に1度パリ・ファッションウィークでコレクションを発表しており、既製服、靴、アクセサリーは、ニューヨークのバーグドルフ・グッドマン、パリのギャラリー・ラファイエット、ロンドンのセルフリッジズ、香港のJoyceなど、世界中の有名小売店で販売されている。
2019年、 レンツォ・ロッソが経営するOTBグループがAMIRIの株式を少数取得した。
2020年、ビバリーヒルズのロデオドライブにLA旗艦店をオープン。
2021年にはラスベガス、ニューヨーク、マイアミに続き、2022年にはアジア地域にもオープン予定である。日本では2022年に南青山にて旗艦店「AMIRI TOKYO」がオープンした。